# Dries van der Lof
Andre „Dries“ van der Lof (* 23. August 1919 in Emmen; † 24. Mai 1990 in Enschede) war ein wohlhabender Geschäftsmann und niederländischer Autorennfahrer.

## Karriere
Dries van der Lof fuhr in den frühen 1950er Jahren sowohl Rundstreckenrennen als auch Rallyes. Als der Große Preis der Niederlande in Zandvoort den Status eines Weltmeisterschaftslaufs erhielt, bemühten sich die Veranstalter um Fahrzeuge für die beiden Niederländer Jan Flinterman und Dries van der Lof. Van der Lof bekam einen Platz bei HWM und fuhr dessen Formel-2-HWM im Grand Prix. Er verbrachte aber mit einem Defekt am Magnetzünder die meiste Zeit an der Box. Am Ende hatte er 20 Runden Rückstand auf den Sieger Alberto Ascari im Ferrari 500 und wurde nicht gewertet.
Van der Lof blieb zeitlebens dem Rennsport treu und fuhr bis in die 1980er-Jahre Rennen mit historischen Fahrzeugen.

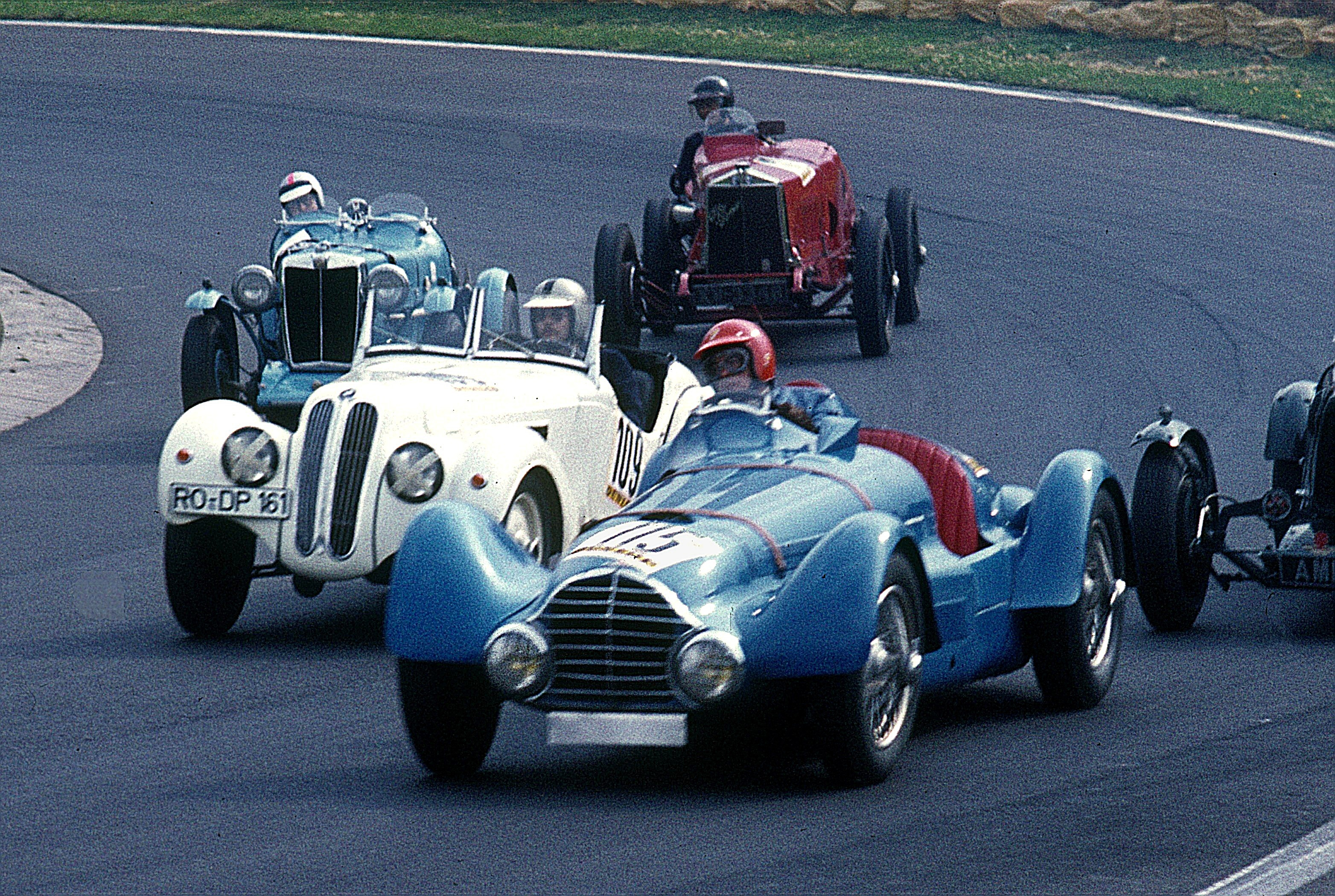
Dries van der Lof in einem Delahaye 135MS, 1977 beim Oldtimer-Grand-Prix auf dem Nürburgring
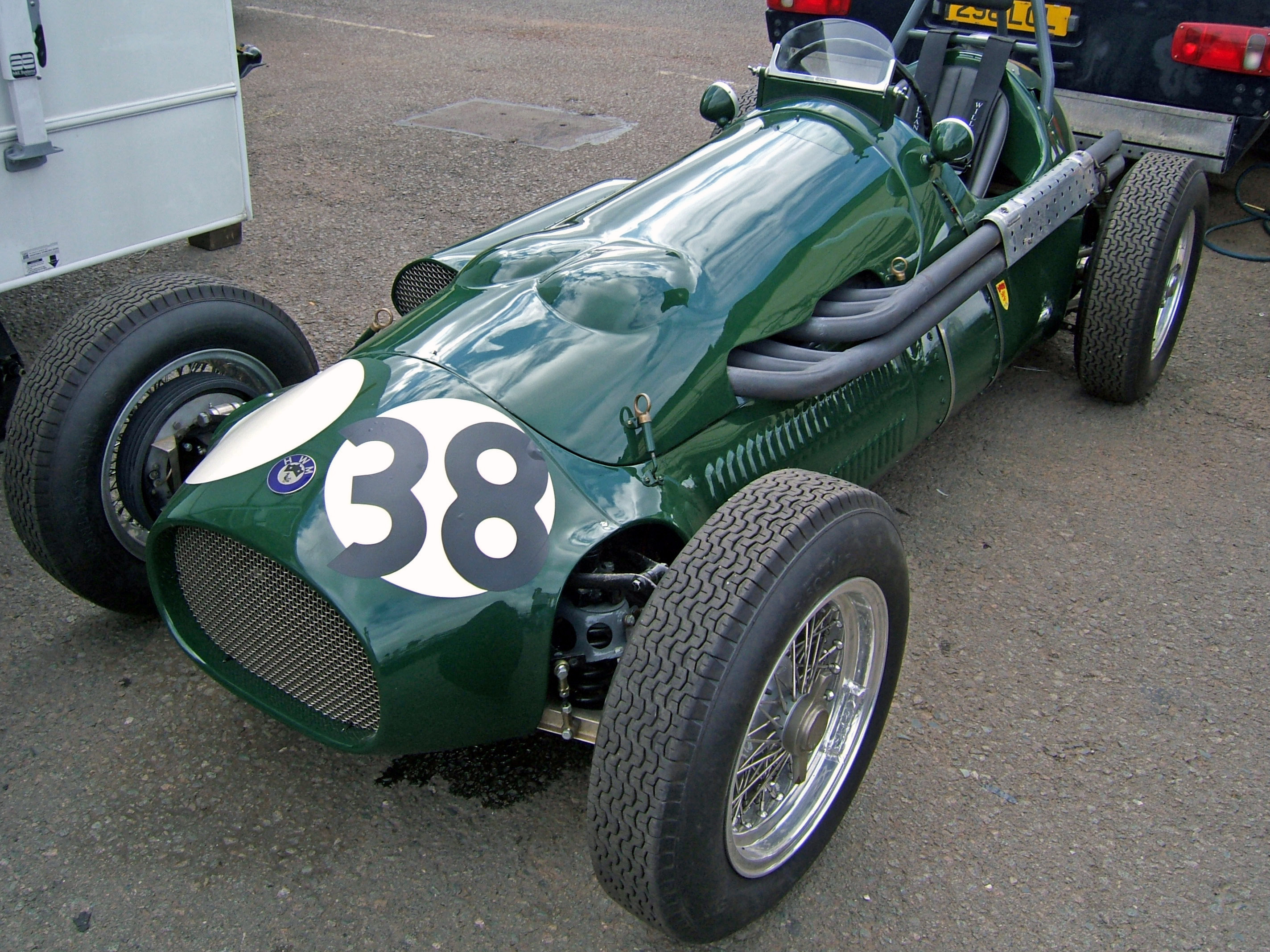
Mit einem dieser HWM-Formel-2-Wagen fuhr van der Lof den Großen Preis der Niederlande 1952

## Statistik

### Statistik in der Automobil-Weltmeisterschaft

#### Gesamtübersicht
| Saison | Team      | Chassis | Motor       | Rennen | Siege | Zweiter | Dritter | Poles | schn. Rennrunden | Punkte | WM-Pos. |
| ------ | --------- | ------- | ----------- | ------ | ----- | ------- | ------- | ----- | ---------------- | ------ | ------- |
| 1952   | HW Motors | HWM 52  | Alta 2.0 L4 | 1      | −     | −       | −       | −     | −                | −      | NC      |
| Gesamt | Gesamt    | Gesamt  | Gesamt      | 1      | −     | −       | −       | −     | −                | −      |         |

#### Einzelergebnisse
| Saison | 1 | 2 | 3 | 4 | 5 | 6   | 7 | 8 |
| ------ | - | - | - | - | - | --- | - | - |
| 1952   |   |   |   |   |   |     |   |   |
|        |   |   |   |   |   | DNF |   |   |

| Legende  | Legende            | Legende                                                          |
| Farbe    | Abkürzung          | Bedeutung                                                        |
| -------- | ------------------ | ---------------------------------------------------------------- |
| Gold     | –                  | Sieg                                                             |
| Silber   | –                  | 2. Platz                                                         |
| Bronze   | –                  | 3. Platz                                                         |
| Grün     | –                  | Platzierung in den Punkten                                       |
| Blau     | –                  | Klassifiziert außerhalb der Punkteränge                          |
| Violett  | DNF                | Rennen nicht beendet (did not finish)                            |
| Violett  | NC                 | nicht klassifiziert (not classified)                             |
| Rot      | DNQ                | nicht qualifiziert (did not qualify)                             |
| Rot      | DNPQ               | in Vorqualifikation gescheitert (did not pre-qualify)            |
| Schwarz  | DSQ                | disqualifiziert (disqualified)                                   |
| Weiß     | DNS                | nicht am Start (did not start)                                   |
| Weiß     | WD                 | zurückgezogen (withdrawn)                                        |
| Hellblau | PO                 | nur am Training teilgenommen (practiced only)                    |
| Hellblau | TD                 | Freitags-Testfahrer (test driver)                                |
| ohne     | DNP                | nicht am Training teilgenommen (did not practice)                |
| ohne     | INJ                | verletzt oder krank (injured)                                    |
| ohne     | EX                 | ausgeschlossen (excluded)                                        |
| ohne     | DNA                | nicht erschienen (did not arrive)                                |
| ohne     | C                  | Rennen abgesagt (cancelled)                                      |
| ohne     | keine WM-Teilnahme |                                                                  |
| sonstige | P/fett             | Pole-Position                                                    |
| sonstige | 1/2/3/4/5/6/7/8    | Punktplatzierung im Sprint-/Qualifikationsrennen                 |
| sonstige | SR/kursiv          | Schnellste Rennrunde                                             |
| sonstige | *                  | nicht im Ziel, aufgrund der zurückgelegten Distanz aber gewertet |
| sonstige | ()                 | Streichresultate                                                 |
| sonstige | unterstrichen      | Führender in der Gesamtwertung                                   |